# Ceratispa
Ceratispa es un género de escarabajos de la familia Chrysomelidae. El género fue descrito científicamente primero por Gestro en 1895. Esta es una lista de especies perteneciente a este género:
- Ceratispa atra (Gressitt, 1957)
- Ceratispa biroi Gestro, 1897
- Ceratispa brandti Gressitt, 1960
- Ceratispa buergersi (Uhmann, 1952)
- Ceratispa calami Gressitt, 1960
- Ceratispa cyclops Gressitt, 1963
- Ceratispa furcirostris Gressitt, 1963
- Ceratispa kolbei (Gestro, 1913)
- Ceratispa latirostris (Gestro, 1885)
- Ceratispa legalis Gressitt, 1960
- Ceratispa loriae Gestro, 1895
- Ceratispa meijerei (Weise, 1911)
- Ceratispa metallica (Gestro, 1885)
- Ceratispa normanbyensis Gressitt, 1960
- Ceratispa palmicola Gressitt, 1963
- Ceratispa palmivora Gressitt, 1960
- Ceratispa papuensis Gressitt, 1963
- Ceratispa piceonigra Gressitt, 1963
- Ceratispa pinangae Gressitt, 1960
- Ceratispa rotana Gressitt, 1963
- Ceratispa sedlaceki Gressitt, 1963
- Ceratispa spiniceps (Weise, 1911)
- Ceratispa wilsoni Gressitt, 1963